# (457) Alleghenia
(457) Alleghenia ist ein Asteroid des Hauptgürtels, der am 15. September 1900 von den deutschen Astronomen Max Wolf und Arnold Schwassmann in Heidelberg entdeckt wurde.
Benannt ist der Asteroid nach dem US-amerikanischen Allegheny Observatory.